# Phyllis Avery
Phyllis Avery (14 de novembro de 1924 - 19 de maio de 2011) foi uma atriz de cinema e televisão norte-americana.